# Man in the Wilderness
Man in the Wilderness é um filme estadunidense, de 1971, dos gêneros aventura, faroeste e drama, dirigido por Richard C. Sarafian, roteirizado por Jack DeWitt, música Johnny Harris.

## Sinopse
Em 1820, território indigena, homem, ferido por urso, é abandonado por seus companheiros, caçadores de pele, que fogem, temendo a chegada do inverno.

## Elenco
- Richard Harris....... Zachary
- John Huston....... Capitão Henry
- Henry Wilcoxon....... Chefe indigena
- Percy Herbert....... Fogarty
- Dennis Waterman....... Lowrie
- Ben Carruthers....... Longbow
- John Bindon....... Coulter